# Conorbidae
Conorbidae is een familie van weekdieren uit de klasse van de Gastropoda (slakken).

## Geslachten
- Artemidiconus da Motta, 1991
- Benthofascis Iredale, 1936
- Conorbis Swainson, 1840 †